# Kannusvaara (kulle, lat 67,40, long 27,10)
Kannusvaara är en kulle i Finland. Den ligger i Sodankylä kommun i landskapet Lappland, i den norra delen av landet, 800 km norr om huvudstaden Helsingfors. Toppen på Kannusvaara är 265 meter över havet.
Terrängen runt Kannusvaara är huvudsakligen platt, men söderut är den kuperad.  Trakten runt Kannusvaara är nära nog obefolkad, med mindre än två invånare per kvadratkilometer.